# Gli eroi del doppio gioco
Pour plus de détails, voir Fiche technique et Distribution.
Gli eroi del doppio gioco est une comédie italienne réalisée par Camillo Mastrocinque en 1962.

## Synopsis
Benito, fils d'un podestà fasciste, de retour de la campagne de Russie, se révolte contre sa famille et rejoint un groupe de partisans, avec Luciana, la fille d'une personne en vue. À l'arrivée des alliés, les deux familles font tout pour cacher les traces de leur adhésion au fascisme, et y parviennent. Benito et Luciana peuvent finalement se marier et appellent leur premier enfant Adamo, symbole d'une vie nouvelle qui commence pour tous.

## Fiche technique
- Titre original : Gli eroi del doppio gioco
- Réalisation : Camillo Mastrocinque
- Scénario : Fulvio Palmieri et Gino De Sanctis
- Directeur de la photographie : Augusto Tiezzi
- Montage : Jolanda Benvenuti
- Musique : Gianni Ferrio, Giuseppe Blanc, Michele Galdieri, Riccardo Morbelli, Bixio Cherubini
- Costumes : Walter Patriarca
- Production : Fortunato Misiano pour Romana Film
- Genre : Comédie
- Pays :  Italie
- Durée : 92 minutes
- Date de sortie : 1962

## Distribution
- Mario Carotenuto : Romolo Rossi
- Aroldo Tieri : Primo Rossi
- Carlo Croccolo : Secondo Rossi
- Gabriele Antonini : Benito Rossi
- Gianrico Tedeschi : Pietro Malaguti
- Wandisa Guida : Luciana Riccio
- Carlo D'Angelo : patriarche Riccio
- Gino Bramieri : Vincenzo Barnaba
- Eleonora Morana : Ernestina Liquori
- Piero Pastore : secrétaire de Riccio
- Aura D'Angelo : Libera Malaguti
- Dina De Santis : sœur de Benito
- Tullio Altamura (en)

## Bande son
- Non partir, de Giovanni D'Anzi - Alfredo Bracchi (1938)
- Ma l'amore no, de Giovanni D'Anzi - Galdieri (1943)
- Ba..ba..baciami piccina, de Riccardo Morbelli - Luigi Astore (1940)
- Fischia il sasso, de Giuseppe Blanc
- Violino tzigano, di Nino Bixio (1934)

## Production
Le film est tourné à Carbognano (Province de Viterbe). Mastrocinque a choisi Carbognano parce que les murs du bourg avaient gardé les inscriptions fascistes.